# Lekwa-Teemane
Lekwa-Teemane (officieel Lekwa-Teemane Local Municipality) is een gemeente in het Zuid-Afrikaanse district Dr Ruth Segomotsi Mompati.
Lekwa-Teemane ligt in de provincie Noordwest  en telt 53.248 inwoners.

## Hoofdplaatsen
Het nationaal instituut voor de statistiek, Stats SA, deelt sinds de census 2011 deze gemeente in in 7 zogenaamde hoofdplaatsen (main place):
Bloemhof • Boitumelong • Christiana • Coverndale • Geluksoord • Lekwa-Teemane NU • Utlwanang.